# Klingstorpabäckens naturreservat
Klingstorpabäckens naturreservat är ett naturreservat i Klippans kommun i Skåne län.
Området är naturskyddat sedan 2019 och är 20 hektar stort. Det består av fyra delområden belägna norr om Färingtofta och består av bäcken, med ett bestånd av flodpärlmusslor, och kringliggande sumpskogar och betesängar.